# Ma Shaowu
Ma Shaowu (馬福興, 1874-1937) est un général chinois musulman d'ethnie Hui né au Yunnan et membre de la clique du Xinjiang.

## Histoire familiale
Ma Yuanzhang (en) est l'auteur d'un couplet en l'honneur de Ma Shaowu qui insiste sur son rôle de constructeur de sépulture pour lequel il est surtout connu au sein de l'ordre musulman Jahriyya (en). Le couplet est écrit à l'occasion de l'anniversaire de la mort de la femme de Ma Mingxin (en), dont la tombe était presque terminée, le 1er jour du mois lunaire, en 1918. La première ligne joue avec le caractère shao (绍) de Ma Shaowu (马绍武). L'ancêtre fondateur est Ma Mingxin, tandis que le « défunt sage » fait probablement référence au père de Ma Yuanzhang, Ma Shenglin. Le mot traduit ici par « digne descendant » est également un terme pour désigner le descendant de la quatrième génération, Ma Shaowu.
Ma Yuanzhang descend du chef de la révolte des Dounganes, Ma Hualong (en), qui le lie de plus à Ma Shaowu.

## Couplet de Ma Yuanzhang en hommage à Ma Shaowu
« Dix mille li pour rendre ses respects à la tombe isolée et satisfaire la volonté de l'ancêtre fondateur,

Ceux qui satisfont les volontés de leurs ancêtres sont dignes de leur filiation.

Dans la province où a été construit le remblai en l'honneur du défunt sage,

Non seulement en rendant respect au défunt mais dans son comportement il est un vrai digne descendant. »

« 万里祭孤坟而绍祖志，能绍先志方称孝子

原籍修河堤而祭前圣，亦能继前亦象乃为贤孙. »

## Officier au Xinjiang
Il devient commandant militaire dans l'armée de la dynastie Qing, puis dans celle de la république de Chine. Il sert également comme mandarin. Durant le règne de Yang Zengxin comme gouverneur du Xinjiang, Ma est nommé commandant militaire de Kucha, puis Daotai de Kachgar.Son autorité s'étend sur tout le Sud du Xinjiang, et il commande plusieurs centaines de soldats Hui et Han. Le général Yang et le colonel Chin servent sous ses ordres. Il est loyal au gouvernement chinois, et musulman.
Ma Shaowu prend la place de Ma Fuxing comme Daotai, après l'avoir fait fusiller sur l'ordre de Yang Zengxin,,
Ma renforce les mesures anti-soviétiques et préserve la souveraineté chinoise du Xinjiang lorsque l'Union soviétique tente d'empiéter sur le territoire chinois. Il emprisonne un Ouïghour nommé Akbar Ali, qui est employé au consulat soviétique, pour avoir déclenché une révolte ouïghour. Les Ouïghours sont ensuite réprimés par 400 soldats Hui.
En 1932, Ma écrase une rébellion kirghize mené par Id Mirab (en), et emprisonne plusieurs insurgés kirghizes dont Osman Ali.
Lorsque Ma Zhongying envahit la province en 1932, Ma Shaowu, lui aussi Hui musulman, commande des troupes majoritairement Han contre les forces Hui ouïghours anti-Xinjiang. Il perd progressivement le contrôle du Sud de la province, malgré le fait que le gouverneur Jin Shuren l'ait nommé commandant en chef de l'ensemble des forces chinoises de la région, et commence à paniquer. Il envoie des troupes Han à Khotan et Maral Bashi pour combattre les forces anti-Xinjiang, rappelle les troupes de Sarikol pour les envoyer à Kachgar et renforcer la garnison, et enrôle énormément de Kirghizes,.
Ma affronte une armée d'Ouïghours et de Hui venant du Gansu et commandée par Timur Beg (en) et Ma Zhancang (en), mais lorsque ce dernier rejoint son camp après des négociations, il trahit et assassine Timur Beg. Tous les Hui musulmans et les Chinois Han se réfugient dans son yamen (résidence officielle), tandis que les Turcs musulmans, les Kirghizes, et les Ouïghours les assiègent. Lors de la bataille de Kachgar (1933) (en), les armées turques sont vaincues. Durant ce temps, Ma Shaowu quitte son poste de Tao-yin de Kachgar. Au moment de l'indépendance de la Première République (Turkestan oriental), l'année suivante, Ma Zhancang et Ma Fuyuan (en) détruisent l'armée turque à la bataille de Kachgar (1934) (en), massacrent plus de 2 000 Ouïghours et attaquent le consulat britannique. Ils réinstallent ensuite Ma Shaowu au poste de Tao-yin de Kachgar. En 1934, celui-ci est sérieusement blessé dans une tentative d'assassinat orchestrée par Sheng Shicai. Ma est envoyé en Union soviétique pour être soigné et récupère mais a désormais besoin de béquilles pour marcher.
Il se promène avec sa femme et son fils lorsque la tentative d'assassinat a lieu. L'enfant est indemne, la femme légèrement blessée, et même si Ma a reçu des balles dans les jambes, il s'est trainé jusqu'à un champ de maïs. Il est rentré chez lui à dos d'âne, un médecin fut appelé, et il fut placé en convalescence en été. Personne ne fut arrêté par la police. Il perdit également deux de ses doigts.
Ma a une entrevue avec le voyageur et écrivain Peter Fleming en 1936, peu de temps après la tentative d'assassinat. Peter se rend également sur le lieu de l'incident où des traces de sang sont visibles. Ma porte une longue robe de soie beige, a un crachoir et parle très bien le dialecte de Pékin. Le nom de son fils est Cho-ya. Il est ensuite envoyé à Moscou pour compléter son traitement médical. Il ne reçoit pas de réponses directes, et déclare via un traducteur qu'il « a perdu son poste, après ces troubles, au moment où la Chine a perdu la souveraineté à Kachgar », faisant référence à sa démission du poste de taotai. Après être allé à Moscou en train, il retourne à Ürümqi en 1936. En 1937, durant la rébellion islamique du Xinjiang (en), Ma Shaowu est accusé par le pro-soviétique Sheng Shicai de faire partie d'un réseau fasciste et trotskiste, avec Hoja-Niyaz (en) et Ma Hushan (en), suivi d'autres accusations peu crédibles que Sheng Shicai utilise comme prétexte pour mener sa propre purge au Xinjiang en même temps que les Grandes Purges de Staline.
Ma Shaowu est tué sur l'ordre de Sheng Shicai.

## Postérité
Le fils et la belle-fille de Ma Shaowu résident actuellement à Ürümqi, et son fils a déclaré en 2006 qu'une biographie de son père était en cours de compilation à Kachgar.